# Primos
Primos (tj. „bratranci“) je brazilský hraný film z roku 2019, který režírovali Mauro Carvalho a Thiago Cazado. Film popisuje vztah mezi dvěma bratranci. Snímek měl světovou premiéru na DIGO - Goiás Sexual Diversity and Gender International Film Festival 29. května 2019.

## Děj
Lucas je sirotek, kterého po smrti rodičů vychovává jeho nábožensky založená teta Lourdes. Lucas rád hraje na klavír a doprovází setkání katolických žen, které se u jeho tety scházejí. Dává rovněž hodiny klavíru Sonie, která je do něj zamilovaná. Teta odjíždí na několik dnů na pouť a oznámí Lacasovi, že mezitím přijede jeden z jeho vzdálených bratranců, kterému nabídla na několik dní ubytování. Lucas vypadá zpočátku zmateně a vůči Mariovi nepřístupně, ale postupem času se spřátelí a zamilují se do sebe.
Když se teta vrátí, akceptuje jejich vztah. Nikoliv Sonia, která proti nim poštve ostatní obyvatele včetně majitelky domu, kde bydlí. Teta spolu s Lucasem a Mariem najdou přístřeší u souseda Emilia, s kterým začne teta vztah.

## Obsazení
| Thiago Cazado     | Mario Hantz  |
| Paulo Sousa       | Lucas Hantz  |
| Juliana Zancanaro | teta Lourdes |
| Denis Camargo     | Emilio       |
| Duda Esteves      | Julia        |
| Carmem Lutcha     | Sonia        |